# دانیل بارنبویم

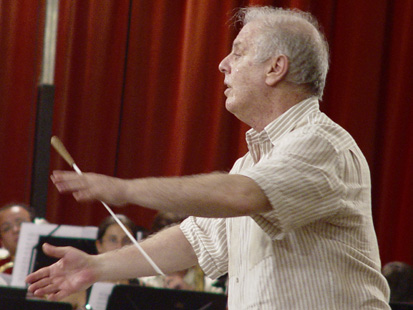
دانیل بارن‌بویم

دانیل بارِنبویم (به انگلیسی: Daniel Barenboim)، پیانیست و رهبر ارکستر معروف اسرائیلی، که شهروندی فلسطینی اختیار کرد.
او از سال ۲۰۰۷ سفیر صلح سازمان ملل در موضوع صلح و مدارا است.

## زندگی
او در ۱۵ نوامبر سال ۱۹۴۲ در بوینس آیرس آرژانتین متولد شد. والدینش از یهودیان روس بودند. بارن‌بویم در ابتدا به‌عنوان نوازندهٔ چیره‌دست پیانو به شهرت رسید و هم‌اکنون نیز در مقام رهبر ارکستر، به همان اندازه محبوبیت جهانی دارد. همکاری او با ارکسترهای عربی–یهودی و متفکر صاحب‌نام معاصر فلسطینی-آمریکایی، ادوارد سعید، در محبوبیت او بی‌تأثیر نبوده است.

## اسرائیل- فلسطین
او در ژانویهٔ ۲۰۰۸ شهروندیِ فلسطینی اختیار کرد.
او پس از اجرای قطعه‌ای از بتهوون در رام‌الله، واقع در کرانهٔ باختری، به رویترز گفت: «معتقدم این وضعیت بی‌سابقهٔ من، می‌تواند مدلی برای برقراری صلح باشد… پیشنهاد دریافت گذرنامهٔ فلسطینی، افتخار بزرگی برایم است. من این پیشنهاد را پذیرفتم، چراکه معتقدم سرنوشت و تقدیر ما با یکدیگر پیوند خورده است… زندگی فلسطینیان و اسرائیلی‌ها کنار یکدیگر یا سعادت است یا نحس؛ اما من اولی را ترجیح می‌دهم.»
او چهره‌ای جنجالی در اسرائیل محسوب می‌شود که علت اصلی آن مخالفت‌های وی با اشغالگری‌های اسرائیل در مناطق فلسطینی است.
بارن‌بویم همچنین دربارهٔ اظهارات اخیر جورج دبلیو بوش، رئیس‌جمهور آمریکا، که در سفر به خاورمیانه مدعی شده توافق‌نامهٔ صلح به امضا برسد، هشدار داد و گفت که نباید امیدواری زیادی ایجاد شود. رهبر سابق ارکستر سمفونی شیکاگو همچنین پایان اشغالگری‌های اسرائیل در کرانهٔ باختری را خواست.